# Distretto della Galizia
Il distretto della Galizia (in tedesco: Distrikt Galizien, in polacco: Dystrykt Galicja) fu un'unità di divisione amministrativa del Governatorato Generale dal 1941 al 1944.
Era composto dagli ex territori della Seconda Repubblica di Polonia, che nel 1939 erano stati occupati dall'Unione Sovietica. Nel 1941, dopo l'Operazione Barbarossa (l'invasione dell'URSS da parte della Germania nazista), quei territori vennero occupati dalla Germania, e incorporati nel Governatorato Generale. Furono riconquistati dall'Armata Rossa nel 1944.